# Сентер Појнт (Индијана)
Сентер Појнт (енгл. Center Point) град је у америчкој савезној држави Индијана.

## Демографија
По попису из 2010. године број становника је 242, што је 50 (-17,1%) становника мање него 2000. године.
| Група             | 2000.       | 2010.       |
| Белци             | 290 (99,3%) | 238 (98,3%) |
| Афроамериканци    | 0 (0,0%)    | 1 (0,4%)    |
| Азијати           | 0 (0,0%)    | 3 (1,2%)    |
| Хиспаноамериканци | 1 (0,3%)    | 0 (0,0%)    |
| Укупно            | 292         | 242         |